# 哈伊 (基輔州)
50°39′2″N 29°50′37″E / 50.65056°N 29.84361°E
哈伊（烏克蘭語：Гай）是位於烏克蘭北部的村莊，由基辅州布恰区的博罗江卡市镇負責管轄。該村始建於1926年，面積0.15平方公里，海拔高度154米，2001年人口27，人口密度每平方公里180人。